# Черапунджи
Черапу́нджи (англ. Cherrapunji или Cherrapunjee; местное название Сохра, англ. Sohra) — небольшой город в индийском штате Мегхалая.
Население — 14 816 жителей (2011), большинство из них — кхаси.
Город расположен на плато Шиллонг, севернее границы с Бангладеш, на высоте 1313 м над уровнем моря.
Черапунджи — одно из самых дождливых и влажных мест на Земле (11 777 мм в год). В Черапунджи зарегистрированы метеорологические рекорды:
- Самое большое количество осадков в течение года (26 471 мм, 1 августа 1860 — 31 июля 1861);
- Самое большое количество осадков за месяц (9299 мм, июль 1861)[2][3].

Однако Черапунджи не является в настоящее время обладателем рекорда в отношении среднегодового количества осадков; этот рекорд перешёл к расположенному поблизости городу Мосинрам, где выпадает в среднем 11 872 мм в год, хотя в других источниках называются также колумбийские города Льоро́ и   Ло́пес-де-Ми́кай (13 300 мм и 12 177 мм, соответственно)
С ноября по март в Черапунджи относительно сухой прохладный сезон. Среднемесячные температуры — от +11,5°С в январе до +20,6 °C в августе, среднегодовая — +17,3 °C, осадков — от 511 мм в январе до 2294 мм в июне.
Почвы бедны, вымываются обильными дождями. Близ Черапунджи ведётся добыча известняка и каменного угля. В городе расположен цементный завод.
Уникальной достопримечательностью региона Черапунджи являются живые мосты из корней каучуконосного фикуса, привлекающие туристов.

## Климат
| Показатель                         | Янв. | Фев. | Март | Апр. | Май  | Июнь | Июль | Авг. | Сен. | Окт. | Нояб. | Дек. | Год    |
| ---------------------------------- | ---- | ---- | ---- | ---- | ---- | ---- | ---- | ---- | ---- | ---- | ----- | ---- | ------ |
| Средний максимум, °C               | 15,7 | 17,3 | 20,5 | 21,7 | 22,4 | 22,7 | 22,0 | 22,9 | 22,7 | 22,7 | 20,4  | 17,0 | 20,7   |
| Средняя температура, °C            | 11,5 | 13,1 | 16,5 | 18,1 | 19,3 | 20,3 | 20,1 | 20,6 | 20,2 | 19,3 | 16,4  | 12,7 | 17,4   |
| Средний минимум, °C                | 7,2  | 8,9  | 12,5 | 14,5 | 16,1 | 17,9 | 18,1 | 18,2 | 17,5 | 15,8 | 12,3  | 8,3  | 14,0   |
| Норма осадков, мм                  | 511  | 546  | 240  | 938  | 1214 | 2294 | 1272 | 1760 | 1352 | 549  | 572   | 529  | 11 777 |
| Средняя влажность, %               | 70   | 69   | 70   | 82   | 86   | 92   | 95   | 92   | 90   | 81   | 73    | 72   | 81     |
| Источник: Гонконгская обсерватория |      |      |      |      |      |      |      |      |      |      |       |      |        |